# Gašper Krošelj
Gašper Krošelj (Ljubljana, 9. veljače 1987.) slovenski je profesionalni hokejaš na ledu. Igra na poziciji vratara.

## Karijera
Karijeru je započeo u zaloškom klubu Slavija u sezoni 2002/03. U slovačkoj juniorskoj ligi igrao je za Topoľčane, odnosno Žilinu. Polovicu sezone 2006./07. igra u Medveščaku nakon čega se vraća u Slaviju. Od sezone 2008./09. ponovno igra za Medvjede. U sezoni 2009./10. na golu Medveščaka stajao je 13 puta tijekom kojih je ostvario uspješnost obrana od 91,5%. 5. svibnja 2010. Krošelj je potpisom ugovora za sezonu 2010./11. produžio svoju vjernost klubu. Sljedeće godine 2011. prešao je u Jesenice.

## Statistika karijere
Bilješka: OU = odigrane utakmice, OM = odigrane minute, UG = udarci na gol, PG = primljeni golovi, OB = (broj) obrana, PPG = prosjek primljenih golova, OB% = postotak (broja) obrana, KM = kaznene minute
| 2009./10. | KHL Medveščak | EBEL |  |  |  |  |  |  |  |  |  |  |  |  |  |  |  |  |

## Vanjske poveznice
- Profil na Eurohockey.net